# Dénes Berinkey
Dénes Berinkey né le 17 octobre 1871 à Dubník et décédé le 25 juin 1944 à Budapest, est une personnalité politique hongroise.
Il fut premier ministre de la République démocratique hongroise du 19 janvier au 21 mars 1919.